# Quail Mountain
Pour les articles homonymes, voir Quail.
Quail Mountain est un sommet montagneux américain dans le comté de Riverside, en Californie. Il culmine à 1 772 mètres d'altitude dans les montagnes Little San Bernardino. Il est protégé au sein du parc national de Joshua Tree, dont il est le point culminant, et de la Joshua Tree Wilderness, dont il est également le sommet le plus élevé.